# L'Écluse (Belgique)
Pour les articles homonymes, voir L'Écluse et Sluizen.
L'Écluse (wallon : Scluze, néerlandais : Sluizen) est une section de la commune belge de Beauvechain située en Wallonie dans la province du Brabant wallon.
Ce village se trouve sur le Schoor, en bordure de la frontière linguistique entre les deux Brabant. C'était une commune à part entière avant la fusion des communes de 1977.

## Toponymie
Le village de L’Écluse est établi le long du Schoor à l’endroit où ce ruisseau entre dans Hoegaarden et où, supposent Tarlier et Wauters, se trouvait peut-être une écluse (« sluys ») ou une vanne (Slusa 1111, Ter-Slusen 1374, l’Eslceuse 1440).

## Démographie
- Sources:INS, Rem:1831 jusqu'en 1970=recensements, 1976= nombre d'habitants au 31 décembre

## Histoire
Le village dépendait, au spirituel, de Maillard (Meldert en néerlandais) et du duc de Brabant au temporel. Sa situation géographique en faisait un fief important du Duché puisqu’il séparait les deux terres d’enclave principautaires de Beauvechain et de Hoegaerden. L'Écluse a toujours été et restera sans doute un lieu éminemment mitoyen : à la fin du XVIIIe siècle, 45 maisons étaient comptabilisées qui dépendaient de trois évêchés différents (3 dépendaient de Liège, 31 de Malines et 1 de Namur). L’abbaye d’Averbode y possédait depuis 1149 l’alleu de Wahenges. Elle étendit son bien aux XIIe et  XIIIe siècles et en resta propriétaire jusqu’au XVIIIe.
Il est à noter que L'Écluse a été détaché de l’arrondissement de Louvain pour dépendre de la circonscription de Nivelles en vertu de la loi du 8 novembre 1962 modifiant les limites des provinces, arrondissements et communes et qui fixa le tracé de la frontière linguistique.